# Едмон Дельфур
Едмон Дельфур (фр. Edmond Delfour; нар. 1 листопада 1907, Рис-Оранжис, Ессонн, Іль-де-Франс, Франція — пом. 21 грудня 1990, Корте, Корсика) — французький футболіст і тренер. Один із чотирьох гравців, які виходили на поле у матчах перших трьох довоєнних чемпіонатів світу.

## Спортивна кар'єра
Наприкінці 20-х років виступав на команду «Стад Франсе». Найуспішнішими в його футбольній кар'єрі стали наступні сім сезонів, протягом яких захищав кольори іншого столичного клуба — «Расінга». У 1932 році була створена професіональна ліга і до початку Другої світової війни парижани були одним із лідерів французького футболу.
В сезоні 1935/36 команда зробила дубль — здобула перемоги в чемпіонаті і кубку Франції. У всіх матчах турніру брали участь лише двоє гравців «Расінга»: Едмон Дельфур і Огюст Жордан. Вдруге столичний клуб стане чемпіоном через 50 років («Парі Сен-Жермен» — 1985/86). Протягом усього часу був гравцем основного складу, але забивав не багато. Його основним завданням були стрімкі проходи по франгу і результативні передачі на бомбардирів Роже Куара, Робера Мерсьє і Фредеріка Кеннеді.
У тридцять років перейшов до клубу «Рубе», який був типовим середняком французького футболу. Однак, це не заважало Едмону Дельфуру продовжувати виступи і за збірну Франції.
У складі національної команди дебютував 9 травня 1929 року проти збірної Англії. У ті часи команди з Туманного Альбіону були законодавцями футбольної моди і тому домашня поразка з великим рахунком була сприйнята, як належне. Дублем у тому матчі відзначився легендарний бомбардир «Мідлсбро» Джордж Кемселл.
Через два роки, на тому самому стадіоні в Коломбі, французи взяли сенсаційний реванш з рахунком 5:2. Едмон Дельфур забив другий і останній гол у складі національної команди. Також, у ворота британського голкіпера, відзначилися Марсель Ланжіє, Люсьєн Лоран і Робер Мерсьє (двічі). Це була друга поразка, на європейському континенті, в історії англійської збірної.
За рік до вищезазначеного реваншу, в Уругваї, відбулася перша світова першість. На турнір приїхали лише чотири європейських збірних: Бельгії, Румунії, Франції й Югославії. У стартовому матчі групи «А» французи здобули переконливу перемогу над збірною Мексики (4:1). Але в наступних поєдинках зазнали мінімальних поразок від збірних Аргентини і Чилі. У підсумку третє місце, а переможці групи — аргентинці — дійшли до фіналу, де поступилися господарям змагання.
Другий чемпіонат світу проходив за кубковою схемою. Вже на першому етапі, жереб виявився безжальним для французів — збірна Австрії, один з головних претендентів за звання найсильнішої команди планети. Жан Ніколя відкрив рахунок у грі, але на останній хвилині першого тайму Маттіас Сінделар поновив рівновагу. Основний час завершився внічию, а в додаткові півгодини голи Шалля і Біцана змусили збірну Франції поїхати додому.
У червні 1937 року грав за збірну Західної Європи у матчі проти Центральної Європи. Гра між цими командами була складовою Олімпійського дня в Амстердамі і завершилася перемогою суперників з рахунком 1:3.
Наступний «мундіаль» приймала Франція. У першому матчі Жан Ніколя і Еміль Венант тричі відзначилися у воротах голкіпера збірної Бельгії, і остаточний рахунок гри — 3:1. Але вже в чвертьфіналі «рідні стіни» не допомогли французам. Перший тайм зі збірною Італії завершився внічию, а в другій половині гри не вдалося втримати Сільвіо Піолу.
У перших трьох чемпіонатах світу брали участь лише четверо футболістів: окрім Едмона Дельфура, його партнер по збірній Франції Етьєн Маттле, бельгієць Бернар Ворхоф і румун Ніколае Ковач. Ще декілька гравців були у заявці на всіх трьох турнірах, але через швидкоплинність та з інших причин, так і залишилися у запасі на одному-двох з довоєнних турнірів (зокрема, француз Еміль Венант і бельгієць Арнольд Баджу).
В останньому матчі з італійцями, Дельфур, повторив досягнення Жуля Девакеза по кількості проведених матчів у збірній Франції. Але вже в січні наступного року їх, з першої сходинки, потіснив захисник «Сошо» Етьєн Маттле, який провів 42 поєдинок.
У роки Другої світової війни захищав кольори «Руана». У цей час проводився лише кубок, а також різноманітні регіональні турніри. У першому сезоні його команда стала переможцем північної групи і дійшла до півфіналу кубкового змагання. Того ж року став граючим тренером «Руана». У першому повоєнному чемпіонаті очолював «Ред Стар» і декілька разів виходив на футбольне поле. Лідерами того складу були учасник двох чемпіонатів світу Альфред Астон і уродженець українського міста Хуст Андре Шимоні. В чемпіонаті клуб посів лише 11 місце, але вдало виступив у кубку Франції — грав у фіналі проти «Лілля» (поразка 2:4).
Після завершення сезону завершив футбольну кар'єру і зосередився на тренерській діяльності. Очолював «Гент», «Серкль Брюгге» (обидва — Бельгія), «Стад Франсе», «Гавр», УСК (Корте), «Бастія» (всі — Франція) і туніський клуб «Хаммам-Ліф». Під його керівництвом «Гент», двічі поспіль, завершував чемпіонат Бельгії на третій сходинці (сезони 1956/57 і 1957/58).

## Досягнення
- Чемпіон Франції (1):

«Расінг» (Париж): 1936
- Володар кубка Франції (1):

«Расінг» (Париж): 1936

## Статистика
Статистика виступів в офіційних матчах:
| Сезон             | Команда           | Чемпіонат         | Чемпіонат | Чемпіонат | Кубок | Кубок | Збірна | Збірна |
| Сезон             | Команда           | Ліга              | Ігри      | Голи      | Ігри  | Голи  | Ігри   | Голи   |
| ----------------- | ----------------- | ----------------- | --------- | --------- | ----- | ----- | ------ | ------ |
| 1928/29           | «Стад Франсе»     | —                 | —         | —         | 3     | 4     | 3      | 0      |
| 1929/30           | «Стад Франсе»     | —                 | —         | —         | 1     | 0     | 6      | 1      |
| 1930/31           | «Расінг» (Париж)  | —                 | —         | —         | 2     | 5     | 5      | 1      |
| 1931/32           | «Расінг» (Париж)  | —                 | —         | —         | 6     | 5     | 1      | 0      |
| 1932/33           | «Расінг» (Париж)  | Д-1               | 15        | 3         | 3     | 1     | 6      | 0      |
| 1933/34           | «Расінг» (Париж)  | Д-1               | 22        | 4         | 3     | 0     | 4      | 0      |
| 1934/35           | «Расінг» (Париж)  | Д-1               | 11        | 1         | 2     | 0     | 4      | 0      |
| 1935/36           | «Расінг» (Париж)  | Д-1               | 30        | 2         | 6     | 1     | 5      | 0      |
| 1936/37           | «Расінг» (Париж)  | Д-1               | 25        | 0         | 4     | 0     | 2      | 0      |
| 1937/38           | «Рубе»            | Д-1               | 26        | 3         | 1     | 0     | 5      | 0      |
| 1938/39           | «Рубе»            | Д-1               | 28        | 2         | 4     | 0     | —      | —      |
| 1939/40           | «Руан»            | —                 | —         | —         | 4     | 0     | —      | —      |
| 1940/41           | «Руан»            | —                 | —         | —         | 3     | 0     | —      | —      |
| 1941/42           | «Руан»            | —                 | —         | —         | 2     | 0     | —      | —      |
| 1942/43           | «Руан»            | —                 | —         | —         | 4     | 0     | —      | —      |
| 1943/44           | «Руан-Нормандія»  | —                 | —         | —         | 4     | 0     | —      | —      |
| 1944/45           | «Руан»            | —                 | —         | —         | 5     | 0     | —      | —      |
| 1945/46           | «Ред Стар»        | Д-1               | 7         | 1         | 1     | 0     | —      | —      |
| Усього за кар'єру | Усього за кар'єру | Усього за кар'єру | 164       | 16        | 58    | 16    | 41     | 2      |

Тренерська статистика:
| Турнір                    |    |     |     |     |     |     |      |
| Турнір                    | С  | І   | В   | Н   | П   | О   | %    |
| ------------------------- | -- | --- | --- | --- | --- | --- | ---- |
| Чемпіонат Франції (Д-1)   | 5  | 129 | 40  | 29  | 60  | 109 | 42,2 |
| Перехідні матчі (Д-1/Д-2) | 1  | 4   | 2   | 1   | 1   | 5   | 62,5 |
| Чемпіонат Франції (Д-2)   | 1  | 38  | 19  | 11  | 8   | 49  | 64,5 |
| Кубок Франції             | 9  | 41  | 28  | 3   | 10  | 59  | 71,9 |
| Чемпіонат Бельгії (Д-1)   | 8  | 246 | 102 | 59  | 85  | 263 | 53,5 |
| Чемпіонат Бельгії (Д-2)   | 3  | 90  | 49  | 20  | 21  | 118 | 65,6 |
| Усього                    | 22 | 548 | 240 | 123 | 185 | 603 | 55,0 |

Статистика виступів на чемпіонатах світу:
| група «А» 13 липня 1930 |

| Франція                        | 4 — 1 | Мексика       |
| ------------------------------ | ----- | ------------- |
| Лоран 19', 40' Машіно 43', 87' | Звіт  | Карреньйо 70' |

| «Естадіо Посітос» (Монтевідео) Глядачів: 4 444 |

Франція: Алексіс Тепо, Марсель Ланжіє, Александр Віллаплан (), Ернест Лібераті, Андре Машіно, Етьєн Маттле, Марсель Пінель, Люсьєн Лоран, Марсель Капелль, Огюстен Шантрель, Едмон Дельфур. Тренер — Рауль Кодрон.
Мексика: Оскар Бонфільйо, Хуан Карреньйо, Рафаель Гутьєррес (), Хосе Руїс, Альфредо Санчес, Луїс Перес, Іларіо Лопес, Діонісіо Мехія, Феліпе Росас, Мануель Росас, Ефраїн Амескуа. Тренер — Хуан Луке.
| група «А» 15 липня 1930 |

| Аргентина | 1 — 0 | Франція |
| --------- | ----- | ------- |
| Монті 81' | Звіт  |         |

| «Естадіо Парк Сентрал» (Монтевідео) Глядачів: 23 409 |

Аргентина: Анхель Боссіо, Франсіско Варальйо, Хосе Делья Торре, Луїс Монті, Хуан Еварісто, Маріо Еварісто, Мануель Феррейра (), Роберто Черро, Рамон Муттіс, Наталіо Перінетті, Педро Суарес. Тренер — Франсіско Оласар.
Франція: Алексіс Тепо, Ернест Лібераті, Андре Машіно, Етьєн Маттле, Марсель Пінель, Марсель Ланжіє, Александр Віллаплан (), Люсьєн Лоран, Марсель Капелль, Огюстен Шантрель, Едмон Дельфур. Тренер — Рауль Кодрон.
| група «А» 19 липня 1930 |

| Чилі         | 1 — 0 | Франція |
| ------------ | ----- | ------- |
| Субіабре 65' | Звіт  |         |

| «Естадіо Сентенаріо» (Монтевідео) Глядачів: 2 000 |

Чилі: Роберто Кортес, Томас Охеда, Карлос Відаль, Еберардо Вільялобос, Гільєрмо Ріверос, Гільєрмо Сааведра, Карлос Шнебергер, Гільєрмо Субіабре, Артуро Торрес, Касіміро Торрес, Ернесто Чапарро. Тренер — Дьордь Орт.
Франція: Алексіс Тепо, Еміль Венант, Ернест Лібераті, Етьєн Маттле, Марсель Пінель, Марсель Капелль, Огюстен Шантрель, Едмон Дельфур, Селестен Дельмер, Марсель Ланжіє, Александр Віллаплан (). Тренер — Рауль Кодрон.
| 1/8 фіналу 27 травня 1934 |

| Австрія                           | 3 — 2 | Франція                       |
| --------------------------------- | ----- | ----------------------------- |
| Сінделар 45' Шалль 93' Біцан 109' | Звіт  | Ніколя 18' Верр'є 115' (пен.) |

| «Муніципальний стадіон Беніто Муссоліні» (Турин) Глядачів: 10 000 |

Австрія: Петер Платцер, Франц Цізар, Карл Сеста, Франц Вагнер, Йозеф Смістик (), Йоганн Урбанек, Карл Цишек, Йозеф Біцан, Маттіас Сінделар, Антон Шалль, Рудольф Фіртль. Тренер — Гуго Майзль
Франція: Алексіс Тепо (), Жак Мересс, Етьєн Маттле, Едмон Дельфур, Жорж Верр'є, Ноель Льєтер, Фріц Келлер, Жозеф Альказар, Жан Ніколя, Роже Рьйо, Альфред Астон. Тренери — Гастон Барро, Джордж Кімптон.
| 1/8 фіналу 5 червня 1938 |

| Франція                   | 3 — 1 | Бельгія      |
| ------------------------- | ----- | ------------ |
| Венант 1' Ніколя 11', 69' | Звіт  | Ісемборг 19' |

| «Олімпійський стадіон Ів дю Мануар» (Коломб) Глядачів: 30 454 |

Франція: Лоран Ді Лорто, Ектор Касенаве, Етьєн Маттле (), Жан Бастьєн, Огюст Жордан, Рауль Дьянь, Альфред Астон, Оскар Ессерер, Жан Ніколя, Едмон Дельфур, Еміль Венант. Тренер — Гастон Барро.
Бельгія: Арнольд Баджу, Робер Паверік, Корнель Сейс, Жан ван Альфен, Еміль Стейнен (), Альфонс Де Вінтер, Шарль Ванден Ваувер, Бернар Ворхоф, Анрі Ісемборг, Раймон Брен, Нан Буйле. Тренер — Джек Батлер.
| 1/4 фіналу 12 червня 1938 |

| Франція     | 1 — 3 | Італія                      |
| ----------- | ----- | --------------------------- |
| Ессерер 10' | Звіт  | Колауссі 10' Піола 52', 72' |

| «Олімпійський стадіон Ів дю Мануар» (Коломб) Глядачів: 58 455 |

Франція: Лоран Ді Лорто, Ектор Касенаве, Етьєн Маттле (), Жан Бастьєн, Огюст Жордан, Рауль Дьянь, Альфред Астон, Оскар Ессерер, Жан Ніколя, Едмон Дельфур, Еміль Венант. Тренер — Гастон Барро.
Італія: Альдо Олів'єрі, Альфредо Фоні, П'єтро Рава, П'єтро Серантоні, Мікеле Андреоло, Уго Локателлі, Амедео Б'яваті, Джузеппе Меацца (), Сільвіо Піола, Джованні Феррарі, Джино Колауссі. Тренер — Вітторіо Поццо.